# 자코뱅파
클뢰브 데 자코뱅(Club des jacobins)이라는 별칭으로 유명한 자유와 평등의 벗, 자코뱅회(Société des Jacobins, amis de la liberté et de l'égalité)은 프랑스 혁명 시기에 생긴 정파 중 하나이다. 자코뱅이라는 이름은 파리 자코뱅 수도원을 본거지로 한 데서 유래되었다.
1792년 이전의 정식 명칭은 헌법 친우회(Société des Amis de la Constitution)이었다.
시기에 따라 다르지만, 막시밀리앙 로베스피에르가 중심이 되어 급진적인 혁명을 추진한 시기로 유명하다. 프랑스 혁명을 주도한 주류로, 공포 정치로 활약하고 테르미도르의 쿠데타 이후 몰락의 길을 걷게 되었다.
자코뱅의 주도 세력은 주로 산악파였기 때문에 자코뱅은 산악파와 동의어로 쓰이기도 하나, 다른 의미이다.

## 정의
원래는 클뢰브 데 자코뱅이라는 다양한 사상을 가진 사람들이 모인 정치 클럽이었다. 이 정치적인 클럽은 프랑스 전국에 지부를 가지고 체계적으로 혁명을 추진했다. 그러나 혁명을 거치면서 신념과 정책에 의해 분열되었고, 먼저 입헌군주파이던 푀양파가, 이어 절충공화파인 지롱드파가 이 클럽에서 탈퇴하고 궁극적으로 산악파(Montagnards)라는 급진공화파의 집단이 자코뱅 클럽에 남아 있고 주도권을 쥐게 된다. 그러나 루이 16세의 '국가방위군'에 의해 진압되는 일이 있으나 3년후 다시 일어나게 된다.
따라서 자코뱅파는 넓은 의미로 자코뱅 클럽에 속해 있던 시민, 또는 간단하게 혁명을 지지했던 혁명파를 가리키는 자코뱅파라고 할 수도 있지만, 일반적으로 후자의 급진공화파를 가리키는 말이 되었다. 실제로, 라파예트, 브리소와 같은 등의 푀양파나 지롱드파의 대표 주자도 한때 자코뱅 클럽에 속해 있었지만, 그들을 가리켜 자코뱅파라고 하지는 않는다. 그러나 지롱드파가 자코뱅의 지류라는 것은 틀림없는 사실이다.

## 파벌
파벌 간 충돌이 심각해지기 이전에는 마라, 당통, 로베스피에르 세 명을 가리켜 “자코뱅 세 거두”라고 불렀다.

### 산악파
빈민과 노동자 및 급진 지식인들로 구성된 자코뱅 내 좌익 파벌이었다. 몽타뉴는 ‘산악’이라는 의미인데, 이는 몽타뉴파로 분류된 좌익 계파의 의석은 국민공회 의석에서 제일 위에 위치했기 때문이었다. 지롱드파 중 평원파의 반대되는 개념으로 설정되며, 급진적인 공화주의 개혁을 주장했다.

#### 당통파
산악파 내 우익 세력으로, 별칭 관용파로 불리기도 했다. 조르주 당통을 영수로 하고, 카미유 데물랭, 에로 드 세셸 등도 유력한 멤버이다. 술과 여자, 갬블 등 인생을 즐기고 있던 향락적인 인물이 많은 것이 특징이다.

#### 로베스피에르파
공안위원회의 중심적인 위원이었던 로베스피에르가 이끌던 계파로 산악파 내에서 중도 쪽에 위치한 성향을 가졌었지만, 에베르파와 별다른 차이가 없을 정도로 급진적인 성격을 갖고 있었다. 생쥐스트도 이 계파에 속했으며, 공포정치 당시 주도적인 역할을 했으나 테르미도르의 반동으로 인해 완전히 몰락한다. 공포정치를 주도한 계파지만 회원들에게 엄격한 금욕주의를 요구하는 등 도덕적인 명분을 중시하던 계파였다.

#### 에베르파
산악파 내 좌익 세력이었다. 중요한 회원 중 한 사람인 자크 르네 에베르의 이름을 붙였지만, 특정 지도자는 없었다. 거의 대부분의 회원은 빈민, 급진적인 지식인들이었으며, 거의 대부분이 무신론의 영향을 받았기에 가톨릭의 완전한 철폐를 주장하였다.

### 앙라제
후발 그룹으로 가장 급진적인 평등주의자 파벌이다. 급진적인 주장을 펼쳤기 때문에 지지를 거의 얻지 못했고, 테르미도르의 반동 이후에는 탄압의 주요 대상이 되기도 했다. 사유 재산의 폐지를 요구하는 등 분배 중심의 초기 마르크스주의적 주장을 펼쳤다. 마르크스주의의 뿌리로 알려진 프랑수아노엘 바뵈프, 국제적인 직업 혁명가 필리포 부오나로티 등이 여기의 멤버로 거론 된다.

### 마레파
에마뉘엘 조제프 시에예스가 중심이 된 파벌이었으며, 마레는 '저습지'를 의미하는데, 이들의 의석은 주로 국민공회에서 아랫 부분에 있었기 때문이다. 중도적 파벌이었으며, 시간이 지나면서 일부는 산악파파에 가담하기도 했고 지롱드파에 가담하기도 했다.

### 지롱드파
니콜라 드 콩도르세 후작, 자크 피에르 브리소 등으로 대표된다. 이들은 혁명에서 중도 계파로 알려졌으며, 다른 계파와 마찬가지로 계몽주의자들이 중심이 된 파벌이었다. 신분제와 노예제 폐지 등을 주장하였으며, 거의 대부분의 회원은 절충적인 공화주의자들이었으나 일부는 혁명 초기에 입헌군주제를 주장하기도 하였다. 가담 계층은 주로 개혁교회 회원이었거나 중산 프티 부르주아 계층들이었다. 로베스피에르의 공포정치 기간에 숙청되면서 세력이 급속도로 위축되기 시작하였다.

## 같이 보기
- 자코뱅 클럽에 소속된 정당
  - 산악파파
  - 지롱드파 - 나중에 탈퇴
  - 마레파
- 코르들리에 클럽

## 역대 총재
- 1789년 – 앙투안 바르나브
- 1789년 – 이삭 르네 기 르 샤플리에
- 1789~90년 – 자크프랑수아 므누 드 부세 남작
- 1790~91년 – 오노레 가브리엘 리케티 드 미라보 백작
- 1791~92년 – 피에르앙투안 앙토넬
- 1792~93년 – 장폴 마라
- 1793~94년 – 막시밀리앙 드 로베스피에르